# Oeral (gebergte)

Drie generaties, een smid met zijn zoon en kleindochter, 1910

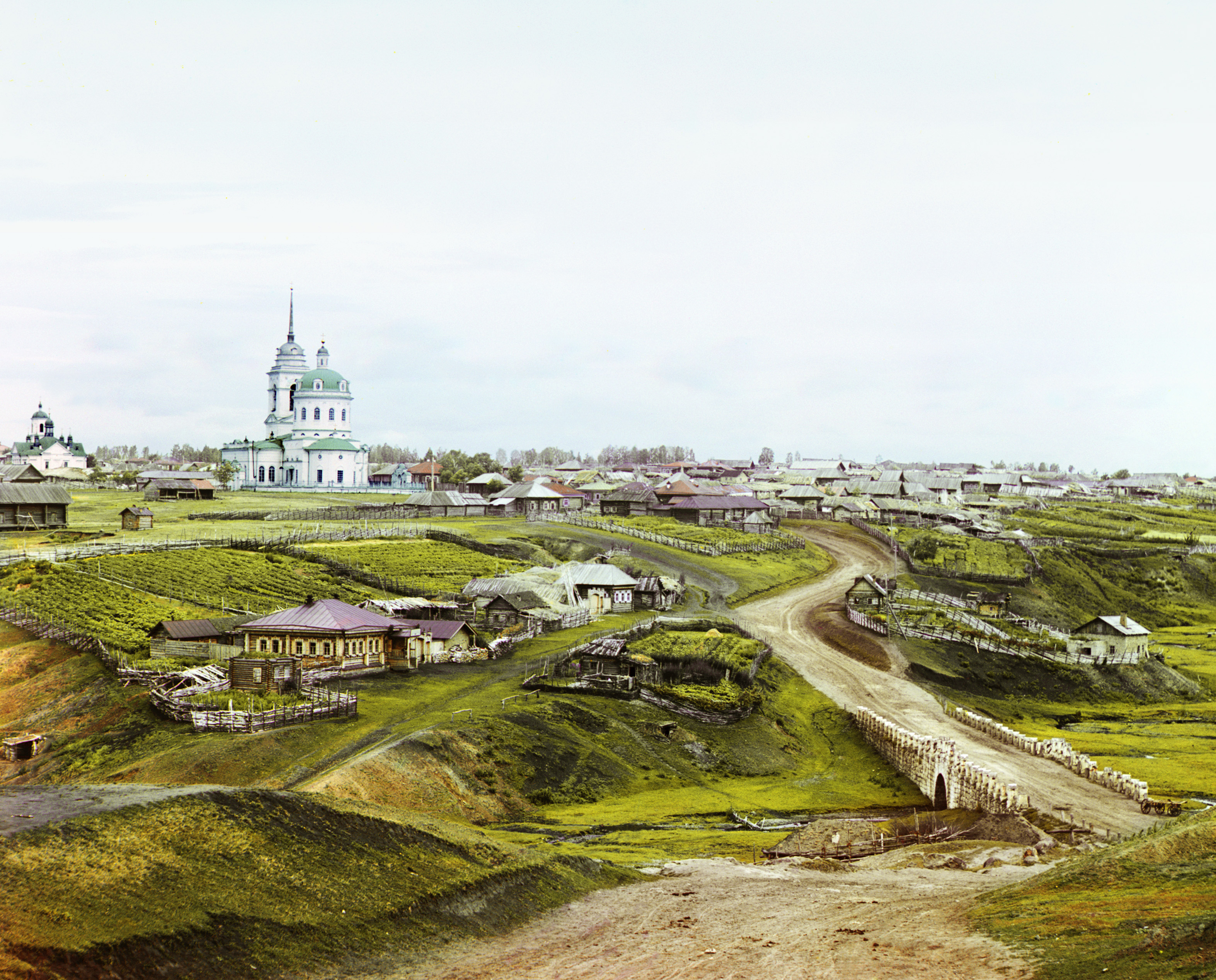
Het dorpje Koltsedan (oostelijk van Kamensk-Oeralski) in 1912

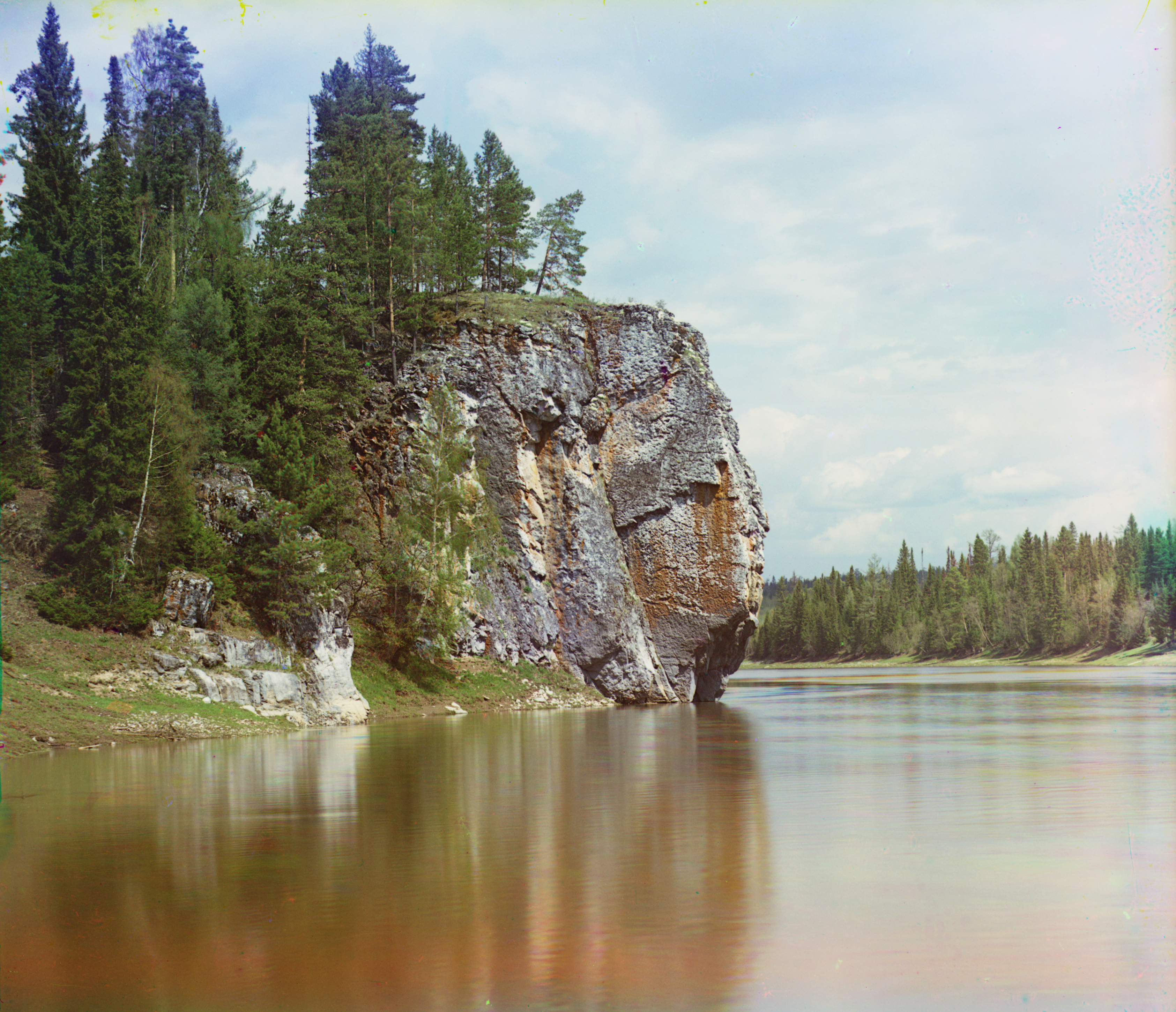
Maksimovski-rots bij de Tsjoesovajarivier

De Oeral (Russisch: Урал) of het Oeralgebergte (Уральские горы; Oeralski'je gory) is een gebergte dat in Rusland ruwweg van noord naar zuid loopt; het noordelijke deel vormt de scheiding tussen Europa en Azië op het Eurazische vasteland. Met een lengte van ongeveer 2500 kilometer is de Oeral het langste gebergte van Europa. De breedte varieert tussen de 40 en 150 kilometer. De hoogste top is met 1894 meter de berg Narodnaja ("Volksberg") in het noorden.

## Geografie
Het gebergte strekt zich uit vanaf de steppes in de noordelijke grenszone van Kazachstan tot aan de kust van de Noordelijke IJszee. De noordelijke voortzetting van het gebergte zijn het eiland Vajgatsj en de eilandengroep Nova Zembla in de Noordelijke IJszee.
Het gebied kan geografisch worden onderverdeeld in vijf zones (van noord naar zuid):
- Arctische of Polaire Oeral
- Subarctische of Subpolaire Oeral
- Noordelijke Oeral
- Centrale of Midden-Oeral
- Zuidelijke Oeral

Als zuidelijke uitloper van de Oeral wordt soms de Mugalzhar (oblast Mañıstaw, Kazachstan) genoemd en als noordelijke uitloper de Paj-Choj. De hoogste top in de Zuidelijke Oeral is de Jamantaoe (1645 m).
Rondom het gebergte ligt de Voor-Oeral (ten westen aangeduid als Cis-Oeral, ten oosten als Trans-Oeral). De Voor-Oeral en de Oeral zelf worden samen aangeduid als het Oeralgebied of simpelweg als Oeral.
Het gebergte is sterk geërodeerd en is rijk aan delfstoffen: ijzer, zilver, koper, uranium en edelstenen als diamant, smaragd, topaas en aquamarijn.
De belangrijkste rivieren die in de Oeral ontspringen zijn de Oeral en de Petsjora aan de Europese kant en de Tobol en de Tavda aan de Siberische kant. Een bijzondere rivier is de Tsjoesovaja die zowel door de oostelijke als westelijke zijde van de Oeral stroomt. De zuidelijke en centrale delen van de Oeral zijn grotendeels bebost.

## Etymologie
De herkomst van het toponiem 'Oeral' is onduidelijk en er zijn daardoor verschillende verklaringen gegeven voor de naam. Onder andere:
- De naam van het gebergte zou oorspronkelijk uit het Wogoels of Mansisch komen, een Finoegrische taal die in de noordoostelijke Oeral wordt gesproken. ur betekent "berg", ala "bovenkant", waarbij ur ala "bergtop" betekent. De Mansen noemen het gebergte zelf echter ner ("steen") en alleen aparte bergpieken ur ala. (o.a. Ernst Hofmann, 1856)
- De naam zou uit de Turkse talen stammen (bijvoorbeeld Basjkiers, Tataars of Kazachs). De Russen noemden de Noordelijke Oeral (die ze als eerste bereikten) aanvankelijk iets als Kammeny pojas (steen- of rotsengordel), Kamen ("steen", "rots") of Pojas "gordel". Het woord Oeral werd voor het eerst in een boek uit 1627 genoemd als Araltova en Oraltova, afgeleid van de Basjkierse Oeraltaoe (een langgerekte bergketen in de Zuidelijke Oeral), waarvoor het aanvankelijk ook alleen werd gebruikt. Later werd het voor de hele Oeral gebruikt.

Volgens Philip Johan von Strahlenberg moest het oude Latijnse Montes Riphaei of Hyperborei Montes (Ptolemaeus), die op sommige oude kaarten is ingetekend, worden gezien als de benaming voor de Oeral in de oudheid.

## Geschiedenis
Het gebergte ontstond tijdens een lange periode van geologische gebeurtenissen, die de Oeraalse orogenese genoemd wordt.
De Oeral werd voor de komst van de Russen bewoond door inheemse volkeren zoals de Chanten (Ostjaken) en de Mansen (Wogoelen). Aan het eind van de 16e eeuw begon de Russische kolonisatie van de Oeral langs de rivieren, zoals Verchotoerje langs de Toera. Er trokken veel politieke dissidenten, kozakken, oudgelovigen en avonturiers naar het gebied. In Irbit ontstond de grootste markt van Siberië. Het gebied groeide in de 18e eeuw uit tot een enorm mijnbouwgebied onder leiding van de Demidovs (Nevjansk en Nizjni Tagil) en iets later door de staatsmijnen. Jekaterinenburg werd als 'hoofdstad van de Oeral' gesticht in 1723 naast andere steden als Perm en Orenburg. De mijnbouw groeide sterk door de Siberische goldrush eind 19e eeuw. Na de Russische Revolutie ontstond hier de republikeinse en multi-etnische Idel-Oeral Staat ("Wolg-Oeral"), die echter al snel in de Russische Burgeroorlog in handen viel van de communisten. In de 20e eeuw kwam een tweede industrialisatiegolf op gang met de vijfjarenplannen van de Sovjet-Unie en was er een tijdlang een gemeenschappelijk bestuurlijk gebied genaamd oblast Oeral.
In de Tweede Wereldoorlog werden in opdracht van Stalin vele complete fabrieken vanuit Europees Rusland naar de Oeral verplaatst om ze uit handen van het oprukkende Duitse leger te houden. Deze fabrieken bleven veelal achter in de Oeral en maakten het tot het tweede industriegebied van Rusland. Door de vele defensiebedrijven (zoals Oeralvagonzavod) en onderzoeksinstituten was het een gesloten gebied in de Sovjetperiode. In 1957 vond in Kysjtym in oblast Tsjeljabinsk de grootste kernramp uit de Russische geschiedenis plaats in het Majakcomplex. Hierdoor en door andere rampen en industriële vervuiling raakten grote gebieden vervuild. Na het uiteenvallen van de Sovjet-Unie stortte de industrie in als gevolg van de negatieve gevolgen van de perestrojkahervormingen. De Oeral was daardoor een van de eerste gebieden die probeerde internationale contacten aan te knopen om de handel te verbeteren. Na de rampzalige jaren 90 zijn de meeste economische sectoren geleidelijk aan weer wat gegroeid. De vervuiling en uitstoot wordt sinds de jaren 90 met buitenlandse hulp aangepakt en is sindsdien verbeterd. In de Oeral bevinden zich nog steeds een aantal gesloten steden waar bijvoorbeeld plutoniumopwerkingsfabrieken en andere soorten defensie- en atoombedrijven zich bevinden.
Op vrijdag 15 februari 2013 is er een meteoriet ingeslagen in het zuidelijke Oeralgebied.

## Externe link

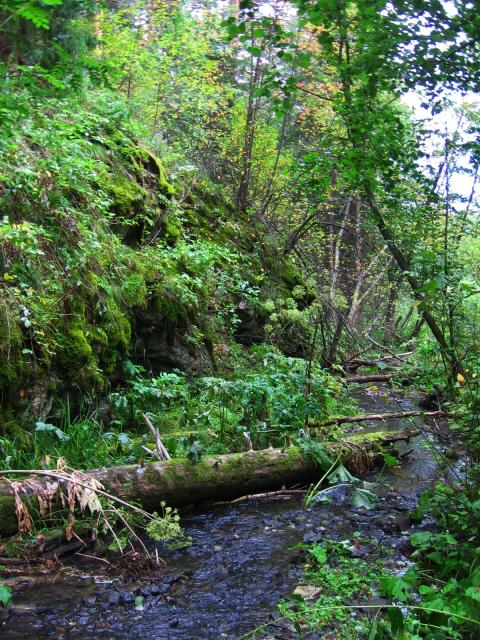
Bosbeekje
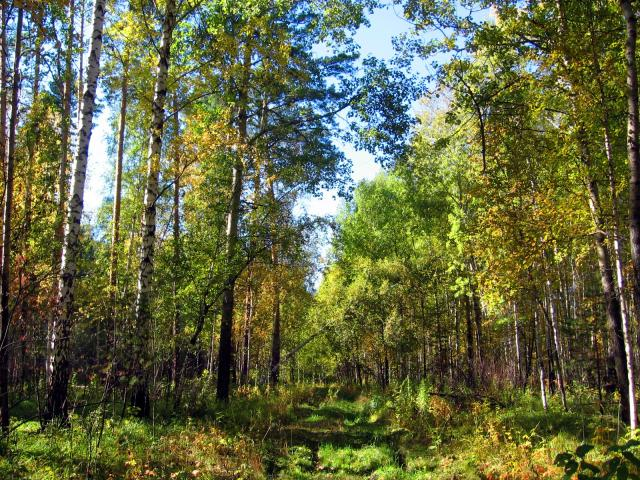
Herfstbeeld van een bos
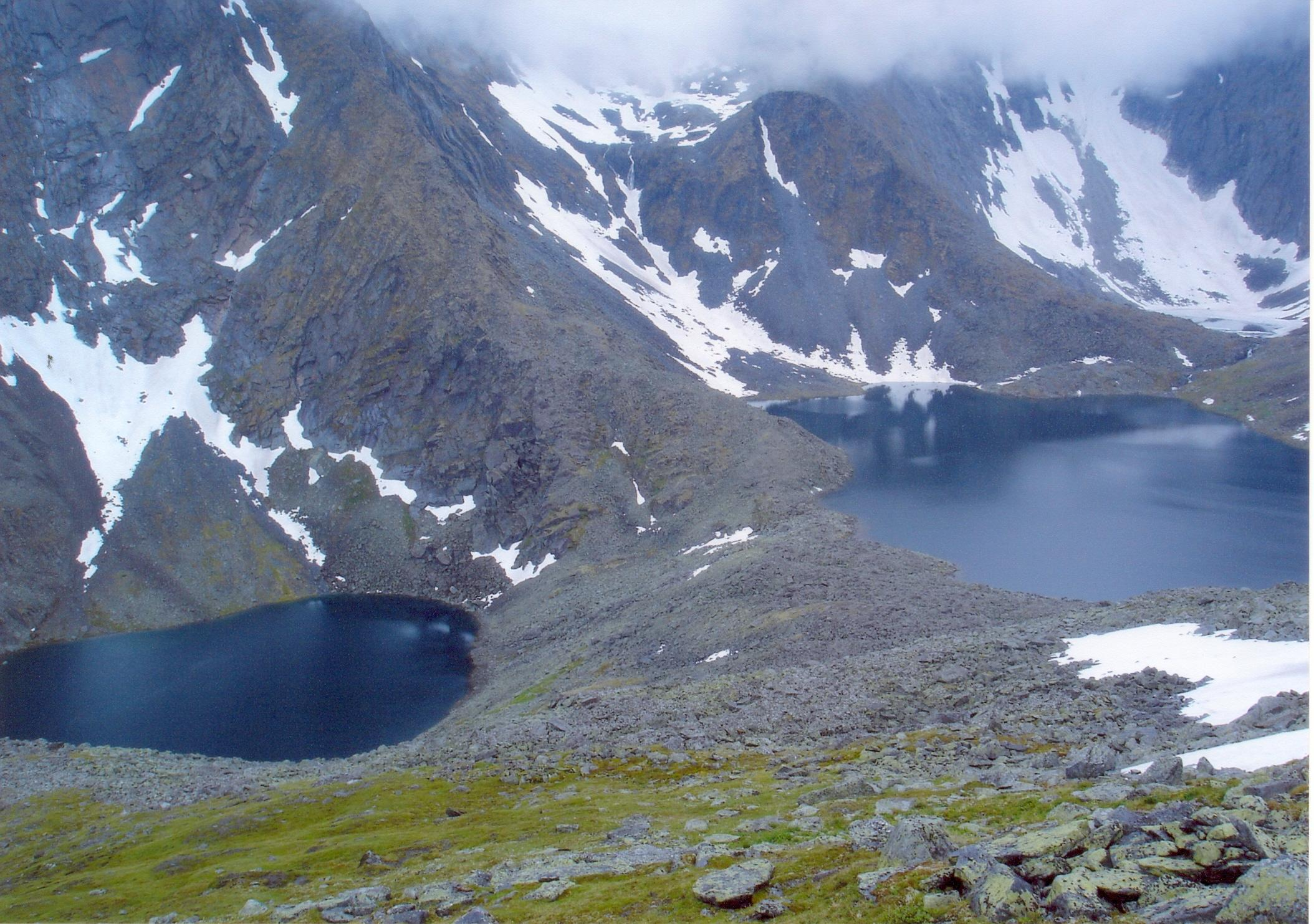
Besneeuwde pieken en bergmeertjes in het noorden van de Oeral
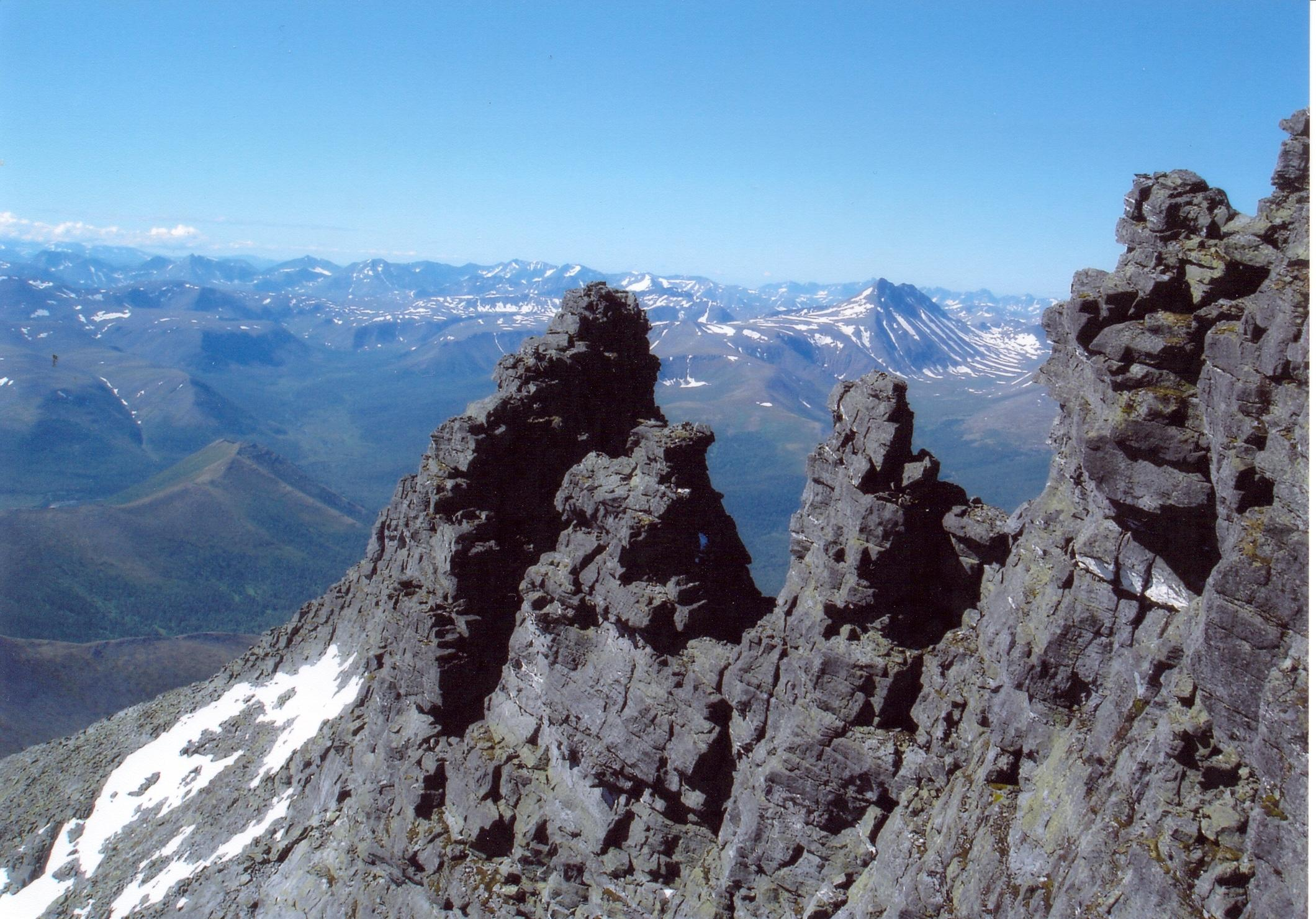
Bergformatie in de Subarctische Oeral